# Lovely Little Lonely
Lovely Little Lonely è il sesto album in studio del gruppo musicale statunitense The Maine, pubblicato nel 2017.

## Tracce
1. Don't Come Down – 3:13
2. Bad Behavior – 3:10
3. Lovely – 0:34
4. Black Butterflies and Déjà Vu – 3:23
5. Taxi – 3:07
6. Do You Remember? (The Other Half of 23) – 3:02
7. Little – 1:13
8. The Sound of Reverie – 3:30
9. Lost in Nostalgia – 1:40
10. I Only Wanna Talk to You – 4:33
11. Lonely – 2:32
12. How Do You Feel? – 4:22

## Formazione
- John O'Callaghan – voce, piano, chitarra
- Jared Monaco – chitarra
- Kennedy Brock – chitarra
- Garret Nickelsen – basso
- Pat Kirch – batteria